# مسجد أوساكا إيباراكي
مسجد أوساكا إيباراكي أو المركز الثقافي الإسلامي في أوساكا (باليابانية: 大阪 茨 木 モ ス ク の ) هو مركز ومسجد ثقافي يقع في وسط مدينة ايباراكي في أوساكا، يقضي ويؤدي المسجد حاجة السكان المحليين عموما أيضا إلى المغتربين والسياح والطلاب الذين يدرسون في جامعة أوساكا في أوساكا للصلاة، وتعقد في المسجد صلاة الجمعة.

## الموقع
مسجد أوساكا ايباراكي ليس بعيدا عن محطة القطار الكهربائي في تويوكاوا .

## وصلات خارجية
- الموقع الرسمي لمسجد أوساكا ايباراكي